# Żałobniczka Thayera
Żałobniczka Thayera (Gymnocorymbus thayeri) – gatunek słodkowodnej ryby kąsaczokształtnej z rodziny kąsaczowatych (Characidae). Występuje w Ameryce Południowej, w dorzeczu Amazonki i Orinoko. Osiąga do 5 cm długości standardowej, w akwariach około 7,5 cm długości całkowitej.